# Bill Johnston
Bill Johnston (1 de febrero de 1782 - 17 de febrero de 1870) fue un contrabandista canadiense-estadounidense, pirata fluvial y corsario de la guerra de 1812 . Nacido en Canadá, Johnston fue acusado de espionaje en 1812 y se unió al lado estadounidense de la guerra y vivió el resto de su vida en los Estados Unidos.

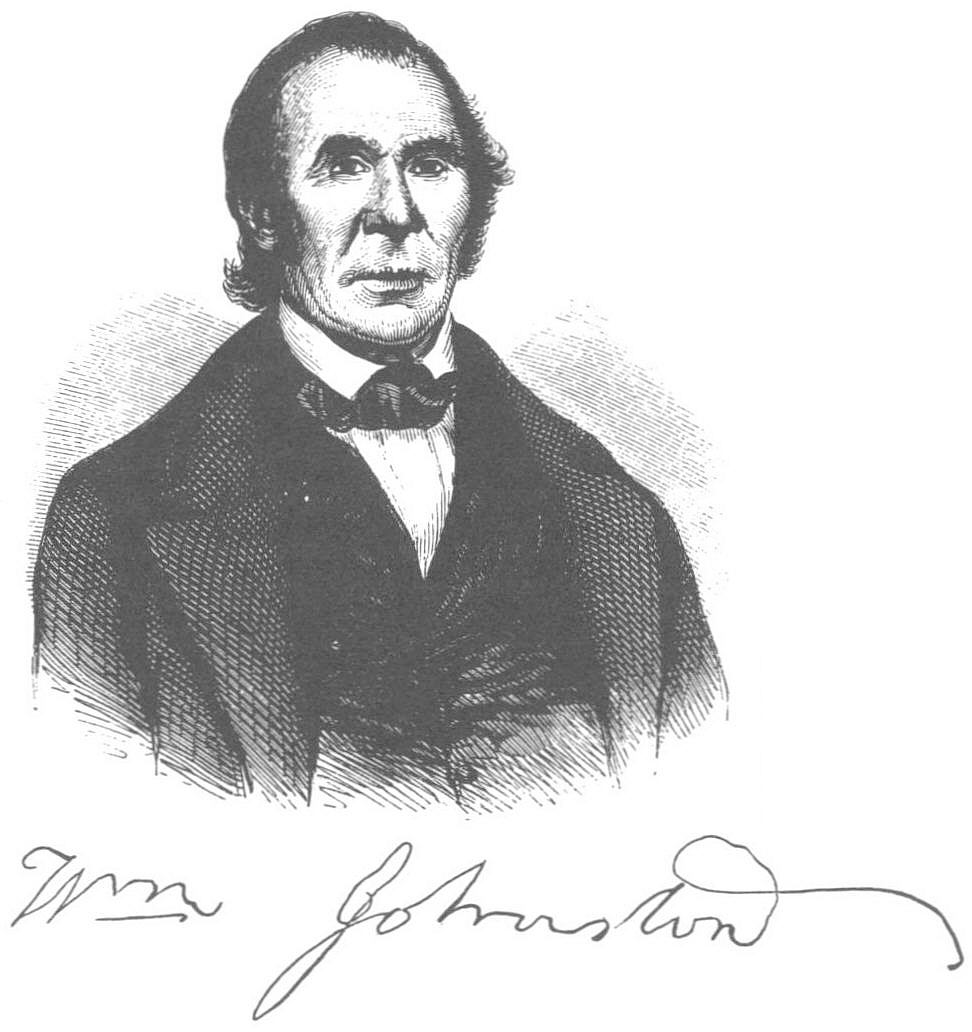
Bill Johnston c. 1858, dibujado por Benson Lossing, publicado en 1868

## Primeros años
Bill Johnston pasó sus primeros 30 años como un súbdito británico leal. Fue uno de una docena de niños nacidos de padres lealistas británicos que huyeron de la Revolución Americana en 1781 para establecerse en el Alto Canadá (ahora Ontario).
De niño, ayudó a crear una granja en el bosque cerca de Kingston. A los 16 años, comenzó a aprender sobre herrería y continuó haciéndolo durante 6 años. A los 22, se convirtió en fabricante de potasa, utilizando las cenizas de los bosques quemados. A los 24, se convirtió en el capitán de su propio barco en el lago Ontario, que transportaba tanto mercancías legítimas como productos ilegales como té y ron.
Se casó con una estadounidense, Ann Randolph, en 1807 o principios de 1808 y comenzó a formar una familia en su granja al oeste de Kingston, Ontario. Después de cinco años de contrabando, Bill acumuló suficientes ganancias para comprar una tienda en Kingston valorada en aproximadamente $12,000, una pequeña fortuna en esa época. En 1812, a los 30 años, era un comerciante bastante próspero.

## Johnston en la Guerra de 1812
La Guerra de 1812 comenzó con ataques estadounidenses a las colonias británicas en Canadá. En mayo de 1813, el comandante militar de Kingston ordenó arrestar a Bill Johnston, supuestamente por espiar. Johnston escapó y remó hasta Sackets Harbor, Nueva York, en una canoa. Los británicos luego confiscaron su propiedad. Juró venganza eterna contra los británicos y se comprometió con el comandante estadounidense de la Marina de los Estados Unidos en el lago Ontario.
Durante dos años, Bill Johnston hizo la guerra en las Mil Islas en un bote de remos ligero y rápido. Propulsada por seis remeros, esta pequeña embarcación le dio una clara ventaja en los canales estrechos y poco profundos alrededor de las Islas Thousand. Si quedan atrapados, los hombres de Johnston podrían llevar fácilmente el bote a través de una isla para escapar.
Durante los meses cálidos de 1813 y 1814, espió a los británicos, atacó sus barcos de suministros, robó correos, quemó barcos y participó en las batallas de Sackets Harbour y Crysler's Farm .
Después de la guerra, Bill y su familia vivieron brevemente en varias ciudades del norte del estado de Nueva York. Se establecieron en Clayton en 1834. Estableció una tienda frente al mar y continuó contrabandeando té y ron a Canadá. Irónicamente, el servicio de impuestos de los EE. UU. le pagó para espiar a los contrabandistas canadienses que ingresaban a los EE. UU.

## Johnston se une a los Rebeldes del Alto Canadá
A principios de diciembre de 1837, un pequeño grupo de hombres, encabezados por el exalcalde de Toronto, William Lyon Mackenzie, se rebeló contra el dominio británico. Su pequeña fuerza fue rápidamente derrotada en Montgomery's Tavern, y Mackenzie huyó a la Isla Navy, cerca de la frontera entre Canadá y Estados Unidos. Mientras estuvo allí, proclamó la República de Canadá e intentó reclutar un ejército de republicanos canadienses y simpatizantes estadounidenses. El 29 de diciembre, una banda de soldados británicos cruzó el río helado y destruyó el barco de suministros de Mackenzie, el Caroline, matando a un marinero estadounidense.
La incursión del Caroline enfureció a Johnston. Dejó su casa y se unió a las fuerzas de Mackenzie. Mackenzie luego lo nombró almirante de la armada del este, a pesar de que los rebeldes no poseían armada.
En 1838, los rebeldes con base en los EE. UU., que se hacían llamar Patriotas o Cazadores, atacaron Canadá al menos siete veces. Johnston ayudó a planificar un ataque en el Alto Canadá cerca de Detroit dirigido por Donald McLeod en febrero de 1838. El mismo mes, organizó un ataque a Kingston y ocupó temporalmente una isla canadiense . Abortó la última invasión porque los británicos se enteraron de sus planes.

## Destrucción delSir Robert Peel
La empresa más famosa de Bill Johnston, la que le valió su apodo de pirata, ocurrió temprano en la mañana del 30 de mayo de 1838. Siguiendo un plan que Johnston tramó con Donald McLeod (un general del ejército patriota), ellos y otros veinte, en su mayoría canadienses, se dispusieron a capturar el vapor de pasajeros, el Sir Robert Peel . Tenían la intención de utilizar el Peel para transportar tropas rebeldes a Canadá.
Poco después de la medianoche, el Peel atracó en la isla Wellesley para cargar leña para sus calderas. Los hombres de Johnston aterrizaron 500 yardas río abajo y partieron a través del bosque hacia Peel. Nueve hombres se perdieron en la oscuridad. Sin inmutarse, Johnston, McLeod y otros 11 atacaron el barco. Habían empujado a los 80 pasajeros y la tripulación a punta de pistola hasta el muelle. Johnston ordenó desatar el barco y se deslizó río abajo. Los líderes rebeldes habían prometido enviar hombres para ayudar a manejar el barco, pero no llegaron. Como ninguno de los hombres de Johnston podía reiniciar las calderas, les ordenó saquear el barco y quemarlo. Con gritos de "Recuerden el Caroline ", lo prendieron fuego y se retiraron en sus botes.
Las autoridades estadounidenses pronto arrestaron a 13 miembros de la tripulación pirata de Johnston. Un jurado comprensivo absolvió al primer hombre llevado a juicio. Los presos restantes fueron puestos en libertad por temor al mismo resultado. Johnston permaneció en libertad e incluso emitió una proclamación de guerra contra Gran Bretaña en la que admitió haber destruido Peel. Las fuerzas británicas y estadounidenses enviaron una pequeña fuerza naval cada una y un ejército a las Mil Islas en busca de Johnston. Por un breve tiempo, EE. UU. permitió que los barcos británicos buscaran a Johnston en aguas estadounidenses, para disgusto de muchos ciudadanos de Nueva York.[cita requerida] (A mediados de julio de 1838, EE. UU. pidió a los británicos que se mantuvieran alejados, tan enojados estaban sus ciudadanos al ver barcos de guerra extranjeros en sus aguas. La búsqueda continuó a ambos lados de la frontera. ) Johnston conocía todas las cuevas y cañadas secretas del archipiélago. Sus hijos, especialmente su hija Kate, le pasaron suministros de contrabando durante todo ese verano. A pesar de meses de esfuerzo, los buscadores no pudieron encontrarlo y las fuerzas involucradas se redujeron.

## Batalla del molino de viento y arresto de Johnston
En noviembre de 1838, una fuerza de 250 American Hunter Patriots cruzó el río St. Lawrence en Ogdensburg, Nueva York para un ataque fallido contra Prescott, Ontario . Después de que el ataque fracasara en Prescott, los Hunter Patriots ocuparon la aldea de Newport. Más tarde conocida como la Batalla del Molino de Viento, los invasores se vieron obligados a rendirse después de haber estado rodeados por las fuerzas británicas durante cinco días. El primer día de la batalla, Johnston transportó suministros a la costa canadiense y ayudó a reflotar dos goletas rebeldes que encallaron en las marismas.
Johnston se rindió a las autoridades estadounidenses poco después de la Batalla del Molino de Viento. Afirmó que estaba cansado de correr. Johnston enfrentó numerosos cargos por sus actividades rebeldes y la incursión de Peel. En muchos casos, los jurados se negaron a condenarlo. Cuando fue encarcelado, escapó cuando el estado de ánimo lo golpeó.

## Últimos años
Johnston pasó el resto de sus años como contrabandista y dueño de una taberna. El 12 de abril de 1853, Johnston fue nombrado guardián del faro de Rock Island . Pasó sus últimos años en Clayton viviendo en el hotel de su hijo Samuel, Walton House.

## Otras lecturas
1. Piratas de las Mil Islas, una biografía de Bill Johnston por John Northman. Publicado en 120 entregas en el Watertown Daily Times, 1938 y 1939
2. Canadá como era, es y será por Sir Richard Bonnycastle, Colburn and Co., Londres, 1852